# Aristarc de Tars
Aristarc de Tars (en llatí Aristarchus, en grec Αρίσταρχος "Arístarkhos") fou un metge grec, les receptes del qual són esmentades per Galè i Aeci (Aetius). De la seva vida no se sap gran cosa, però es creu que va néixer a Tars a Cilícia.